# Without Me (canção de Halsey)
"Without Me" é uma canção gravada pela cantora estadunidense Halsey, lançada pela Capitol Records em 4 de outubro de 2018, como o primeiro single de seu terceiro álbum de estúdio, Manic
Halsey escreveu a faixa com Edei, Brittany Amaradio, Amy Allen e Louis Bell; enquanto a produção foi tratada por Bell e Dylan Bauld. A canção interpola "Cry Me a River", de Justin Timberlake, com Timberlake, Timbaland e Scott Storch creditados como co-autores.
"Without Me" alcançou a posição de número um na parada Billboard Hot 100; subsequentemente tornando-se o primeiro single número um de Halsey como artista solo, e sua segunda no geral, após sua participação na canção "Closer", de The Chainsmokers, em 2016. A canção também alcançou o top 3 de outros 11 países, quais sejam: Austrália, Canadá, Hungria, Malásia, Portugal, Eslováquia, Irlanda, Nova Zelândia, Singapura, Grécia e Reino Unido. Também alcançou o top 5 na República Tcheca, Dinamarca, Estônia, Letônia e Noruega. Seu videoclipe, dirigido por Colin Tilley, foi lançado em 29 de outubro de 2018. A faixa recebeu certificado de quádrupla Platina nos Estados Unidos, quíntupla Platina na Austrália e Canadá, e Platina no Reino Unido.
Halsey cantou "Without Me" ao vivo em várias ocasiões importantes; ela se apresentou no The Voice, no The Ellen DeGeneres Show, no Saturday Night Live, no MTV Europe Music Awards de 2018, no Victoria's Secret Fashion Show de 2018, no iHeartRadio Music Awards de 2019, e no Billboard Music Awards de 2019.

## Antecedentes
Durante uma apresentação em Londres, em 23 de setembro de 2018, Halsey disponibilizou teasers com imagens de "Without Me", antes de anunciar que ela seria lançada em 4 de outubro. A canção estreou no programa de rádio World Record, de Zane Lowe, na estação Beats 1, a qual foi seguida por uma entrevista sobre a canção. Esta foi sua primeira canção solo desde o seu álbum de 2017, Hopeless Fountain Kingdom.

## Composição
"Without Me" foi escrita por Halsey com Delacey, Edei e Amy Allen; enquanto sua produção foi feita por Bell. É uma canção de pop e R&B, sobre o fim de um relacionamento, que inclui uma mistura atmosférica de sintetizadores em sua produção. A ponte da canção contém uma interpolação do pré-refrão de "Cry Me a River", de Justin Timberlake.
Comentaristas online especularam que a canção e o videoclipe são sobre o ex-namorado de Halsey, G-Eazy, já que eles haviam se separado pouco antes do lançamento do videoclipe. Halsey contestou esses rumores depois de postar o raciocínio por trás da canção em seu Instagram, explicando que a canção é sobre vários relacionamentos diferentes que ela ou vivenciou ou observou, e que a canção é um lembrete de que "você não deve permitir que outros tirem vantagem de você". No entanto, em uma entrevista de janeiro de 2019 para a revista Glamour, Halsey confirmou que a canção é parcialmente sobre ele.